# 藤子・F・不二雄ミュージアム
藤子・F・不二雄ミュージアム（ふじこ・エフ・ふじおミュージアム）は、神奈川県川崎市多摩区の博物館。漫画家藤子・F・不二雄（藤本弘）の作品原画やその関連資料を中心に展示している。2011年（平成23年）9月3日に開館した。

## 概要
藤子・F・不二雄の妻・藤本正子、株式会社藤子・F・不二雄プロ（以下、藤子プロ）、川崎市の三者で協議し、1961年（昭和36年）から藤子・F・不二雄が死去する1996年（平成8年）までの35年に亘って暮らした川崎市内に博物館（ミュージアム）の設置を決定した。動機は、1999年2月に藤本正子から川崎市へ、『ドラえもん』をはじめとする漫画原画約5万点を広く市民へ展示公開したいとの申し入れがあり、それを受けて、川崎市と藤子プロが中心となり検討を開始した。人物博物館の多くがその人物の故郷に建てられる中で、故郷（高岡市）ではなく、成年期の大半から晩年までを過ごした土地（川崎市）に建てられた、特異な例である。なお、2015年11月には高岡市美術館2階に「藤子・F・不二雄ふるさとギャラリー」が開設され、藤子プロおよび当館が資料の提供（コラボレーション）を行うなど提携関係にある。
川崎市多摩区の生田緑地に掛かる小田急電鉄所有の約2.9 km2の土地（2002年3月まで営業した向ヶ丘遊園跡地を含む）のうち、2009年3月で閉館となった「小田急向ヶ丘遊園ボウル」跡地を中心とした約5.5 haを川崎市役所が賃借し、ミュージアムの施設の建設を藤子プロ側が行い、竣工後に建物を川崎市へ寄贈した。また、指定管理者制度による運営を行い、2011年2月7日に川崎市議会において、株式会社藤子ミュージアム（本社は東京都新宿区。藤子プロが設立した関連会社とされる）が指定管理予定者に選定され、同時にミュージアムの営業概要が川崎市から発表された。このため、当館の設置者は川崎市であるものの、藤子プロを後援する小田急電鉄も一定の関わり合いを有している。
入館方法は三鷹の森ジブリ美術館と同様「事前予約制」を用いており、入館者数を一日2000人に制限している。チケットはWeb上で購入可能。なお、2023年9月15日までは、一般枠のチケットの売り捌きはジブリ美術館と同じくローソンエンタテインメントが独占していた。購入はローソン店内にある「Loppi」かインターネットサイト「ローソンチケット」で行えた（当日購入はLoppiのみ）。基本的に火曜日は閉館しているが、年に数回開館日がある。
また、当ミュージアムの開館に伴い、2011年8月22日より川崎市交通局と東急バスの向丘遊園停留所が、藤子・F・不二雄ミュージアム停留所に名称変更された。後述するシャトルバスには、登戸駅と当ミュージアム敷地内に、それぞれ専用の停留所が用意され、併せて小田急小田原線登戸駅と向ヶ丘遊園駅の列車接近メロディが藤子・F・不二雄作品のアニメ主題歌にそれぞれ変更となった。2016年9月3日に開館5周年記念として南武線の登戸駅と宿河原駅の2駅の発車メロディが藤子・F・不二雄作品のアニメ主題歌にそれぞれ変更となった。
入館の際には音声ガイダンス装置「おはなしデンワ」が貸与されていた。日本語のほか、英語、中国語、韓国語の4言語が用意され、日本語版は大人用と子供用の二種がある。装置はスピーカーの音声を聴く仕様であるが、イヤホンジャックもあり、持参したイヤホンで聴くことも可能である。後に新型コロナウイルス感染症の感染予防のため休止となり、その後来館者各自のスマートフォンやタブレット端末でQRコードを読み取って専用サイトに接続し、日替わりの「今日のカギ」を選択することで利用できる形に変更となった。
2019年1月から、2階の「みんなのひろば」が大改装され、専用のタブレット端末を向けて楽しめる1/5のサイズで再現された「のび太の家」や、カラーボールの行方と変化する画面を楽しむ「ボールころころ大騒動」などといった新たなスポットが誕生した。さらには、既存敷地の隣地に新築された新館では、「多目的スペース」が設置され、小学校の校外学習における講義での活用やワークショップなど新たな事業を展開が予定されている。
2019年2月から、最寄りの小田急登戸駅が全面的にドラえもんで装飾された。

## 施設の4機能
- 収集・保管
- 展示・公開
- 調査・研究
- 広報・普及

## 沿革
- 2007年（平成19年）3月 - 生田緑地の向ヶ丘遊園跡地を候補地に決定。
- 2008年（平成20年）12月 - 藤子・F・不二雄ミュージアム基本構想を策定。
- 2009年（平成21年）9月 - 藤子・F・不二雄ミュージアム基本計画を策定。
- 2010年（平成22年）10月 - 川崎市議会にて藤子・F・不二雄ミュージアム条例案を可決、成立。
- 2011年（平成23年）9月3日 - 開館。
- 2013年（平成25年）
  - 1月15日 - 環境省主催の「省エネ・照明デザインアワード2012」公共施設・総合施設部門において、「作品を忠実に演出する演色性の高い展示用LED照明を有効活用した美術館」として優秀事例に選出[17]。
  - 8月28日 - 入場者数が100万人を突破[18]。
  - 10月31日 - 第57回神奈川建築コンクール 一般建築物部門で優秀賞を受賞[19]。
- 2015年（平成27年）10月14日 - 総入場者数が200万人を突破[20]。
- 2018年（平成30年）3月1日 - 総入場者数が300万人を突破[21]。
- 2019年（平成31年）4月28日 - 総入場者数が350万人を突破[22]。
- 2020年（令和2年）
  - 3月5日 - 2019新型コロナウイルスの感染拡大防止のため、臨時休館となる[23]。
  - 6月5日 - 再開[24]。
- 2021年（令和3年）4月24日 - 総入場者数が400万人を突破[25]。
- 2023年（令和5年）4月3日 - 総入場者数が450万人を突破[26]。
- 2024年（令和6年）8月12日 -  総入場者数が500万人を突破[2]。

## 入館券
入館券は現地での当日販売はしていない。2023年9月15日までは、事前に日本全国のローソンに設置されているLoppi（ローソンチケット扱い）、またはローソンチケットの電話・Webで予約を行いローソン店頭で発券、もしくは自宅へ配送（要手数料）する方法であったが、2023年9月16日以降はスマホの二次元コードチケットを購入し、入館時は二次元コードチケットをかざす方法に変更された。これに伴い、ローソンチケットでの販売は、2023年9月30日をもって終了した。
また、所在地である川崎市では、川崎市民のみが利用できる「川崎市民優先販売チケット制度」がある。上記の一般販売分とは別に予約枠を設けて販売する制度で、入館の際には川崎市内に居住する証明書（免許証・健康保険証・公共料金通知はがき等の住所がわかるもの）が必要。こちらは来場日の2 - 3か月前に属する偶数月の21日から発売開始となる。
- 大人・大学生1,000円
- 高校・中学生700円
- 子ども（4歳以上）500円
- 3歳以下は無料
- 障害者および介護者1名は無料。事前にLoppiで申込・レジ発券した無料入館チケットと障害者手帳を、ミュージアム受付で呈示する必要がある[30]。
- 入館指定時間は10・12・14・16時の2時間毎に4回設けられているが、入替え制ではないため、入館後は閉館まで滞在が可能である[31]（なお、2020年6月からは、当面の間1日7回、10時 - 16時の間に1時間毎の入場に変更されている[24]）。入館締め切り時刻は入館指定時間の30分後となっている。

## 短編アニメ作品
施設内にあるFシアターで上映される。映画ドラえもん上映時期になると予告映像も流される。2015年開館の「高岡市 藤子・F・不二雄ふるさとギャラリー」でも過去作品が上映されている。内容は主にドラえもんのキャラクター達が他の藤子・F・不二雄作品のキャラと共演するという物であるが、2020年に制作された作品はドラえもん連載50周年にちなみFシアターでは初のドラえもん単独作になっている。また、2025年の作品はチンプイ連載40周年にちなんでチンプイがメインの作品となっている。

### オープニングアニメーション
短編アニメ作品上映前に流されるオープニング映像。
2011年 - 2016年9月2日
藤子・F・不二雄が提唱した「SF（すこし・不思議）」の紹介や、ミュージアムの前を大勢の藤子キャラクター達が行進するアニメーションが描かれた。
- 演出 - 楠葉宏三
- 作画監督 - 丸山宏一
- 原画 - 大塚正実

エンディングアニメーション『ぞうくんとりすちゃん』も同スタッフが手がけている。
2016年9月3日 -
テーマソングとして藤子・F・不二雄 生誕80周年記念ソング『つなぐ未来へ』を使用。アニメーションは『ドラえもん のび太の恐竜2006』など『ドラえもん』第2作2期シリーズ映画作品のように鉛筆タッチを意識した描線で描かれている。『未来の想い出』やSF短編など、前作のオープニングには未登場だったキャラクターも多数出演する。
- 絵コンテ・演出・作画 - 大杉宜弘
- 色彩設計 - 松谷早苗

### エンディングアニメーション
短編作品上映後に流されるエンディング映像。
『ぞうくんとりすちゃん』
1974年発表の絵本作品『ぞうくんとりすちゃん』のアニメーション化作品。
『F組 あいうえお』
テレビアニメ『ドラえもん』第2作2期シリーズでエンディングとして使用されていた映像。

#### スタッフ (短編アニメ作品)
- 絵コンテ・演出・作画監督・原画 - 大杉宜弘
- 動画検査 - 藤野京子
- 仕上 - スタジオ・ロード
- 色指定 - 横井未加
- 背景 - アトリエローク07
- 撮影 - アニメフィルム

#### 作品一覧
| 公開年 | 作品名                                                                  | 公開年月日                                                                        | リバイバル上映 （開館周年記念）                                     | 関連作品                                                     |
| ------ | ----------------------------------------------------------------------- | --------------------------------------------------------------------------------- | ------------------------------------------------------------------- | ------------------------------------------------------------ |
|        | 「真夜中のミュージアム」／ 「どたばたオーケストラ」                     | 2011年10月 2012年4月〜6月                                                         |                                                                     |                                                              |
|        | Fキャラオールスターズ大集合 「ドラえもん&パーマン 危機一髪!?」          | 2011年9月〜2012年10月2日 2016年12月31日（テレビ放送） 2021年12月4日（テレビ放送） | 2018年9月12日〜9月18日 2021年8月25日〜8月30日                       | パーマン                                                     |
| 2012年 | 21エモン&ドラえもん 「ようこそ!ホテルつづれ屋へ」                       | 2012年10月3日〜2013年8月27日                                                      | 2018年9月19日〜9月25日 2021年7月1日〜7月5日                         | 21エモン                                                     |
| 2013年 | すすめロボケット&ドラえもん 「決戦!雲の上の竜巻城」                     | 2013年8月28日〜2014年9月2日                                                       | 2018年9月27日〜10月1日 2021年8月4日〜8月10日                        | すすめロボケット                                             |
| 2014年 | ドラえもん&チンプイ 「エリ様 愛のプレゼント大作戦」                     | 2014年9月3日〜2015年9月2日                                                        | 2018年10月3日〜10月9日 2021年7月28日〜8月3日 2025年1月15日～2月16日 | チンプイ                                                     |
| 2015年 | キテレツ大百科&ドラえもん 「コロ助のはじめてのおつかい」                | 2015年9月3日〜2016年9月2日 2018年1月25日〜2018年2月26日                           | 2018年10月10日〜10月15日 2021年8月18日〜8月24日                     | キテレツ大百科                                               |
| 2016年 | ポコニャン&ドラえもん 「ポンポコニャンでここほれニャンニャン!?」        | 2016年9月3日〜2017年8月31日                                                       | 2018年10月17日〜10月22日 2021年7月14日〜7月19日                     | ポコニャン                                                   |
| 2017年 | ウメ星デンカ&ドラえもん 「パンパロパンのスッパッパ!」                   | 2017年9月1日〜2018年1月15日 2018年2月28日〜2019年3月8日                           | 2021年7月21日〜7月27日                                              | ウメ星デンカ                                                 |
| 2019年 | ドラえもん&Fキャラオールスターズ 「月面レースで大ピンチ!?」             | 2019年3月9日〜2020年1月30日                                                       | 2021年7月7日〜7月12日                                               | 征地球論                                                     |
| 2020年 | 「ドラえもん誕生」／ 「セイカイはのび太?」                              | 2020年2月8日〜3月4日 2020年6月5日〜(TBC) 2020年7月29日〜                          | 2021年8月11日〜8月17日                                              | 2112年 ドラえもん誕生／ 「ドラえもん」のひみつ道具「セイ貝」 |
| 2021年 | ドラえもん&Fキャラオールスターズ 「すこし不思議超特急（エクスプレス）」 | 2021年9月1日〜2023年1月30日                                                       |                                                                     |                                                              |
| 2023年 | ドラえもん&SF短編 「宇宙（そら）からのオトシダマ」                      | 2023年2月9日〜2024年2月14日                                                       |                                                                     | 宇宙からのおとし玉                                           |
| 2024年 | ドラえもん&Fキャラオールスターズ 「ゆめの町、Fランド」                  | 2024年2月21日〜2025年1月13日 2025年2月22日～                                      |                                                                     |                                                              |
| 2025年 | チンプイ エリさまのグッドラック                                         | 2025年5月21日～                                                                   |                                                                     | チンプイ                                                     |

## 館内利用の諸注意
#アクセス#自動車・自転車も参照

### 入館時
- 自動車での来館は不可。ただし、車椅子利用者のみ、駐車場の事前予約が可能[34]。
- ベビーカーでの入館は不可。入館時に専用のベビーカー置き場に預けることができる。
- ペットの入館は不可。預ける施設もない。ただしパートナー犬（介助犬、盲導犬、聴導犬）は入館可能。
  - また、ネズミの入館も禁止されているが（ドラえもんのネズミ嫌いに由来）[35]、ミュージアム内に数匹が紛れ込んでいる[36]。
- 荷物置きとして館内にコインロッカーと、預かり所がある。

### 館内
- 館内は禁煙。
- 飲食物持ち込み不可。ただし離乳食は可。アレルギー持ちは応相談。
- 展示エリア・Fシアター内の写真・ビデオ撮影・携帯電話・筆記用具使用は不可。
- カフェ・ショップのみの利用でも、入館チケットが必要。

## アクセス

### シャトルバス
- 登戸駅生田緑地口から川崎市バスの有料シャトルバス利用、藤子・F・不二雄ミュージアム下車[31]。一般路線バスと異なり専用の車寄せに発着する。
9時台から18時台まで途中無停車で運行され、休館日は運休[37]。一部の便はミュージアム - 生田緑地間を延長運転（川崎市バス鷲ヶ峰営業所を参照）。藤子作品の登場人物を車体に描いたラッピング車両が優先的に運用される[38]。

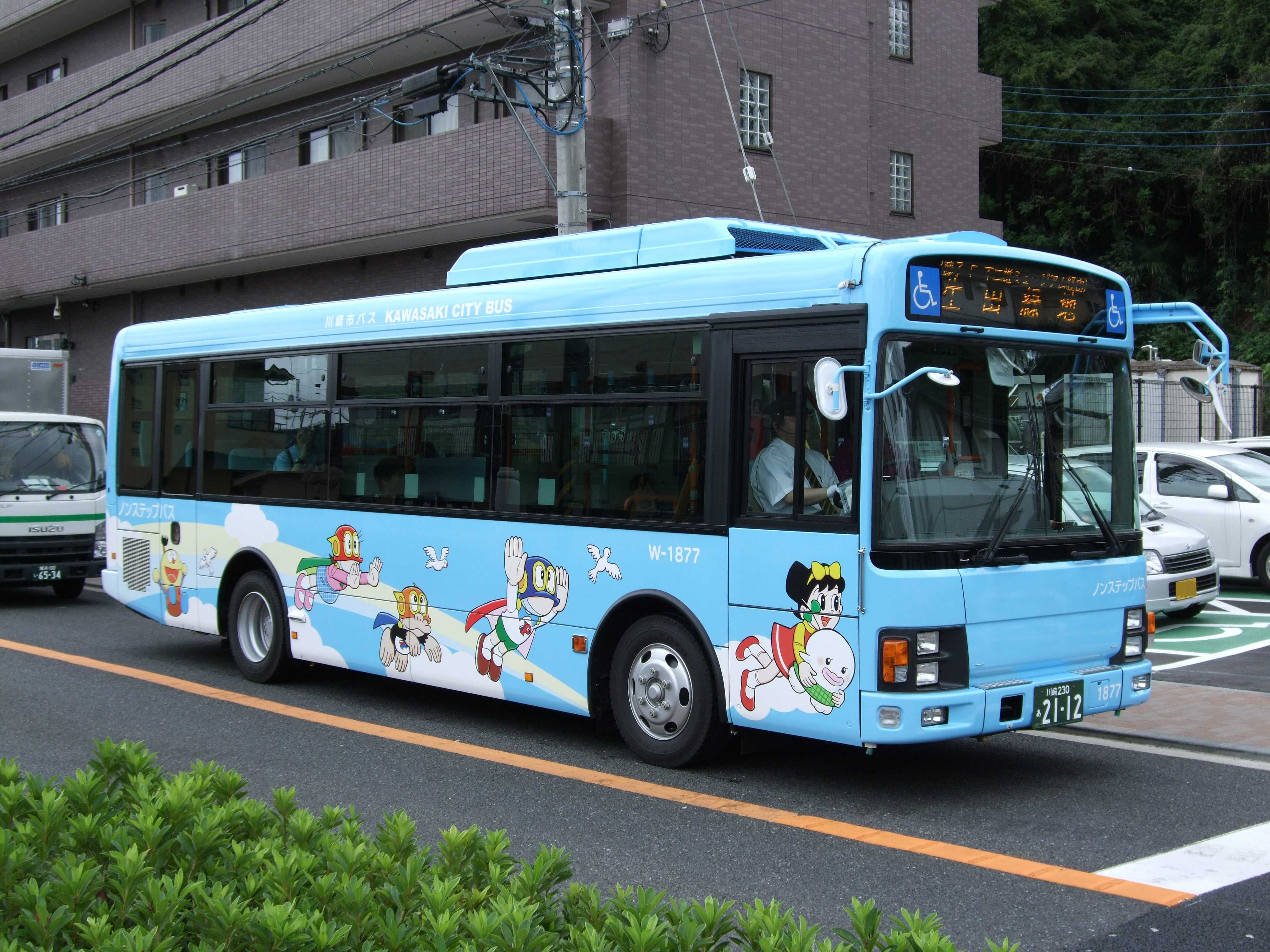
専用バス
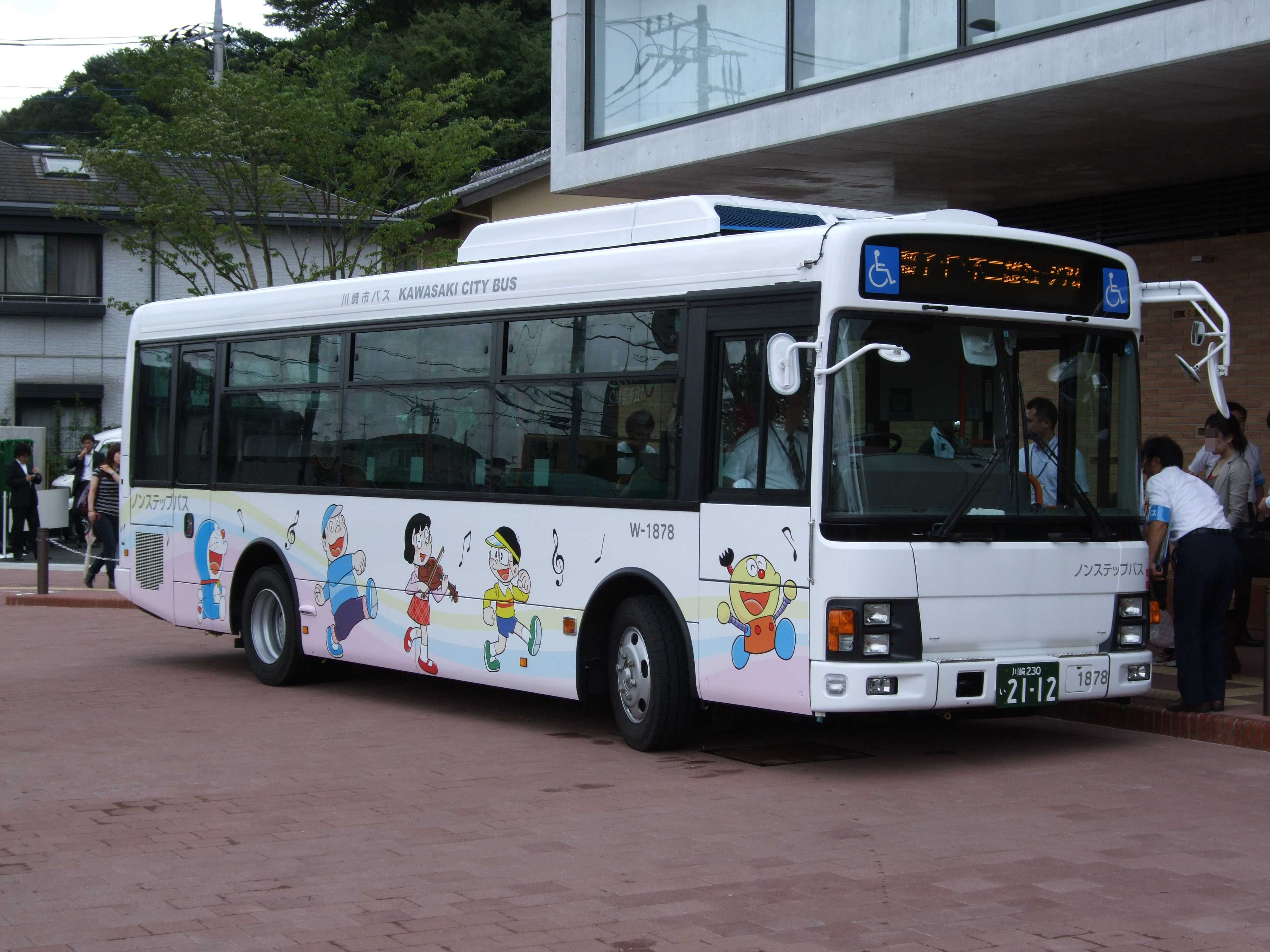
専用バス
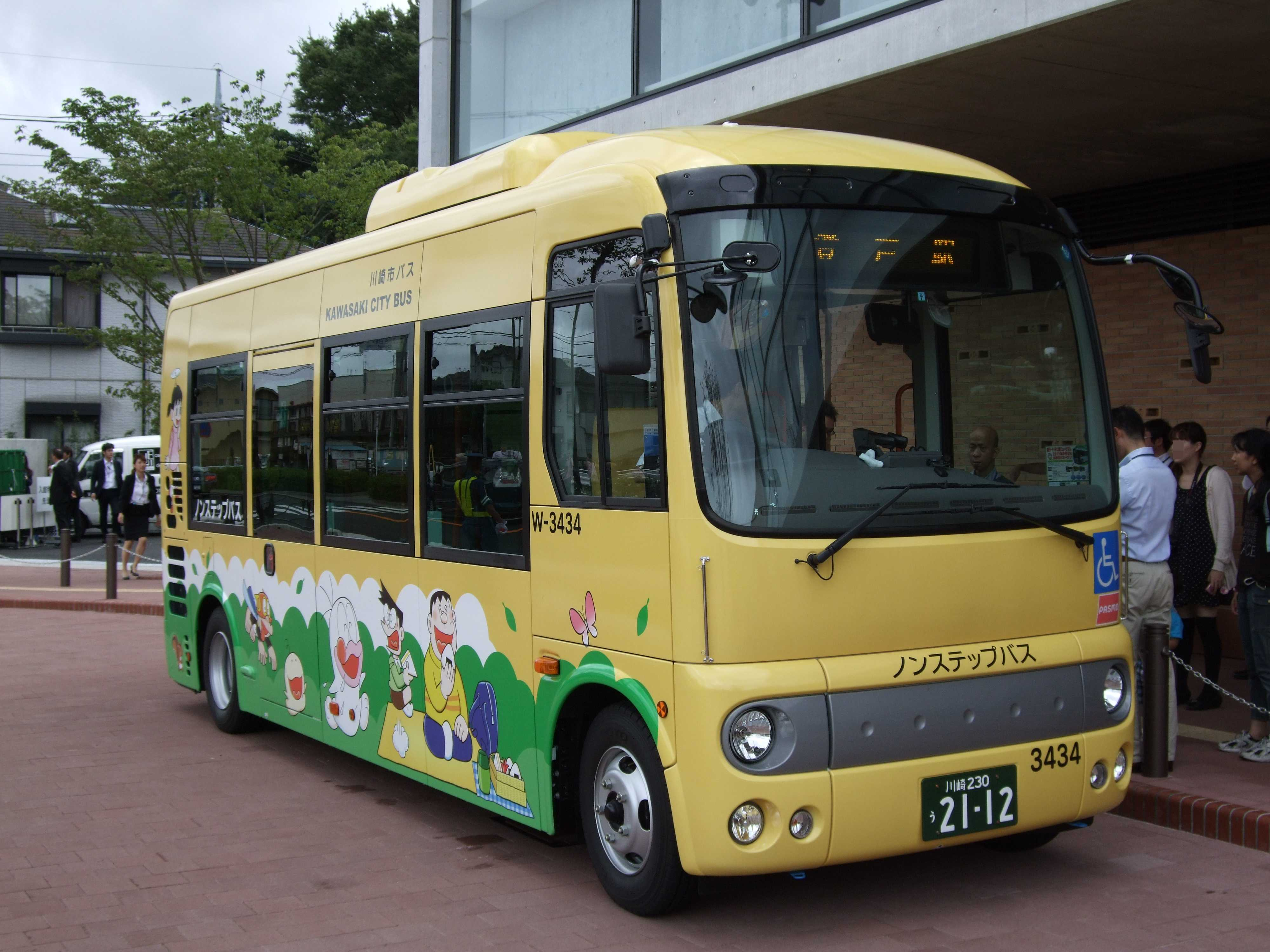
専用バス
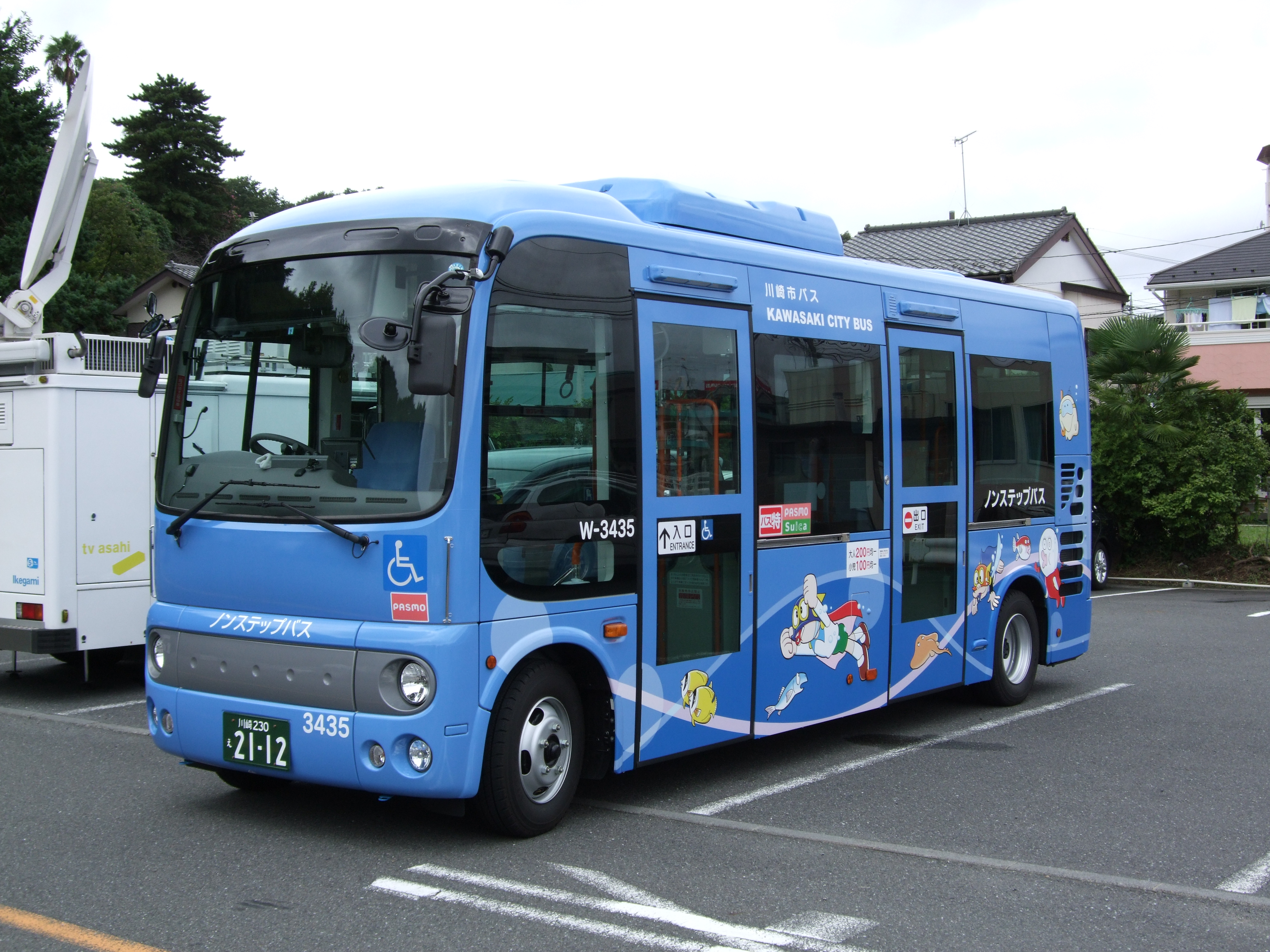
専用バス

### 徒歩・一般路線バス

五ヶ村堀緑地に設置されているキャラクターモニュメントのひとつ。

- 宿河原駅から徒歩15分[31]。開館に先駆けた2011年5月19日に、コラボレーション店舗「ローソン宿河原駅前店」が開店している。店舗の内外に藤子・F・不二雄作品に登場するキャラクターがデザインされている[40][41][42]。
- 向ヶ丘遊園駅から徒歩16分[31]。
- ミュージアム公式サイトでは案内されていないが、向ヶ丘遊園駅東口と梶が谷駅（向01）、久地駅前経由で二子玉川駅（向02）とを結ぶ東急バス（東急バス高津営業所参照）、および向ヶ丘遊園駅東口と溝の口・武蔵溝ノ口駅を結ぶ川崎市バス（溝06）系統も、府中街道沿いの「藤子・F・不二雄ミュージアム」バス停に停車する（川崎市バス上平間営業所参照）[43]。
- 登戸駅、向ヶ丘遊園駅、宿河原駅から当ミュージアムまでの順路には、藤子・F・不二雄キャラクターを使用した案内が随所に設けられている。キャラクターモニュメントは案内以外にも随所に設置されており、利用者への配慮になると同時に、徒歩で楽しめるようになっている[44][45]。なお、向ヶ丘遊園駅から当ミュージアムまでの順路は、小田急向ヶ丘遊園モノレール線廃線跡とほぼ一致する。

### 自動車・自転車
- ミュージアム公式サイトでは「駐車場はございません。お車でのご来館はご遠慮ください。」と案内し、控えるよう求めている[31]。
- 敷地内駐車場は、障害者に限り利用可（予約制。利用日の5日前から予約受付）[31]。
- 自転車駐輪場あり（バイクも可）[31]。
- ミュージアムは府中街道（神奈川県道9号線）に面して立地し、上記のシャトルバスも同街道を経由する。

## その他

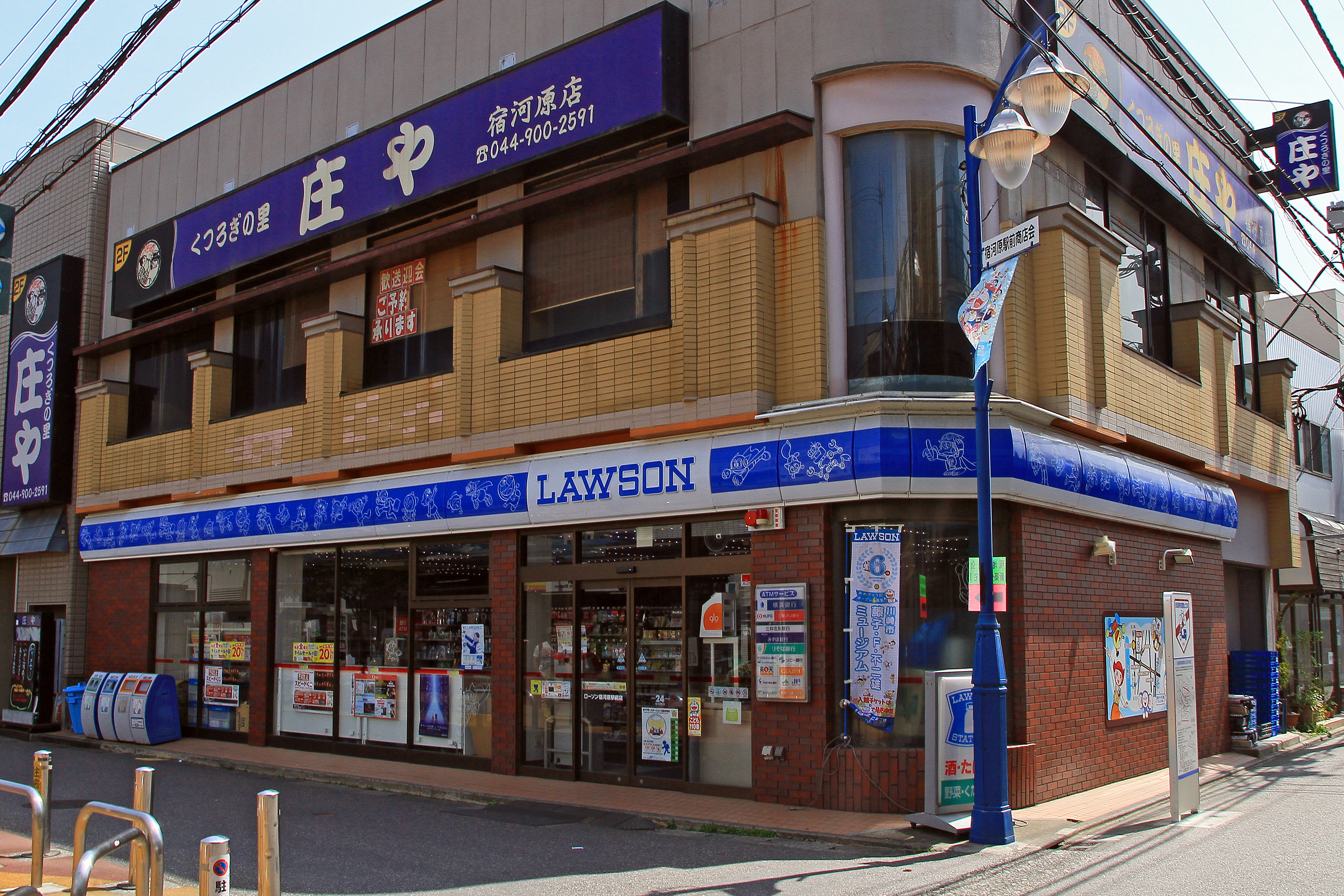
ローソン宿河原駅前店。
藤子・F・不二雄ミュージアムとのコラボレーション店舗。

- ミュージアムの外観の窓枠は、『ドラえもん』第1話「未来の国からはるばると」のコマ割り（2ページ目から6ページ目まで）を再現したデザインとなっている[47][48]。
- 小田急3000形電車の10両編成1本に当ミュージアムの開館を記念して藤子・F・不二雄作品のキャラクターのラッピング装飾を施した「小田急 F-Train」を2011年8月3日から運行開始したが、東京都屋外広告物条例に抵触するとの指摘により、同年9月30日をもって早期終了している[49]。その後、ラッピング装飾を条例に適合するかたちに変更した「小田急 F-Train II」が2012年7月20日から2013年3月22日まで運行された[50]。

## 協賛企業
出典：
- 朝日新聞社
- 小田急電鉄

### 過去の協賛企業
- 小学館ドラえもんルーム
- パナソニック
- ビックカメラ
- LINE GAME
- アカツキ[52]
- 大塚食品